# 釣り針

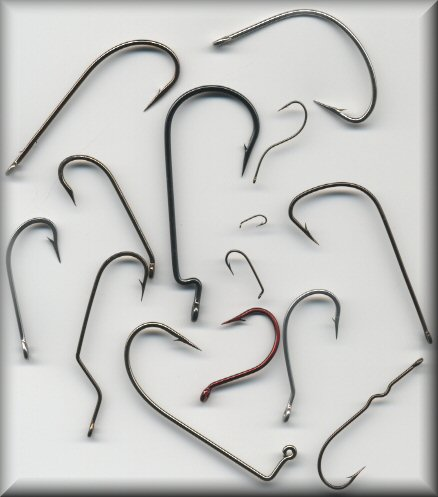
様々な釣り針

釣り針（つりばり）は、魚釣りに用いる針。多くの場合J字型に彎曲させてある。一般的には釣用の針は「鈎」と表記されることが多い。また、「鉤」の字が用いられることもある。

## 概要
一般的で簡単な仕掛けとしては、釣り糸の先端に釣り針を結わえ付け、針を餌に埋めるように刺し込み、水中に投じる。魚が餌に食いつけば、餌の中の針が飛び出して魚の口に引っかかるしくみである。魚がそれを咥えた瞬間に手元に軽く引くことで引っかかりをよくするのを「合わせをいれる」あるいは「合わせる」という。
古くは鹿の角などを用いて作成した。それに代わり現在では炭素棒に金属を染み込ませて、更に焼き入れなどを行い作っている。

## 構造

### 各部の名称

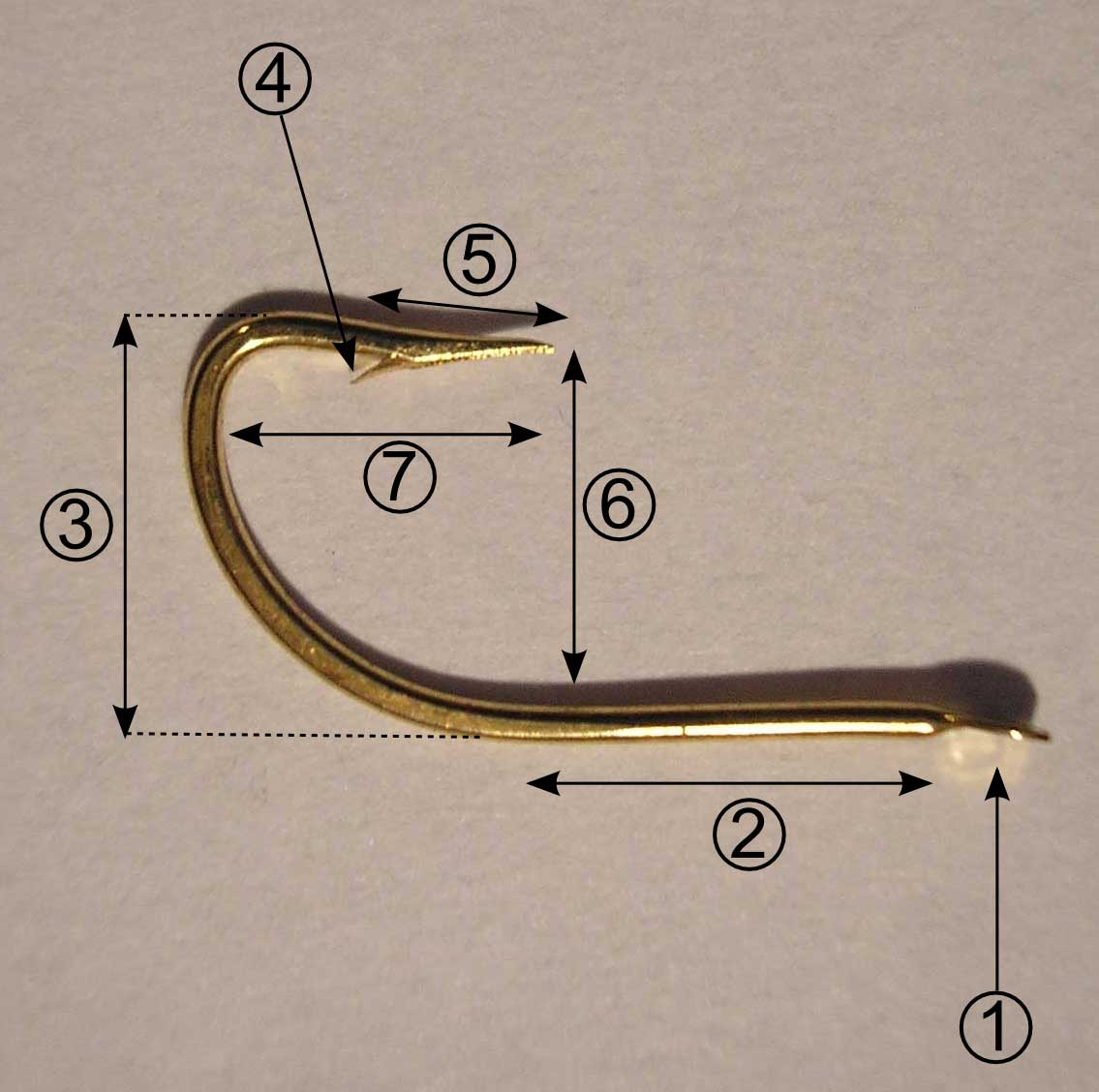
各部の名称：

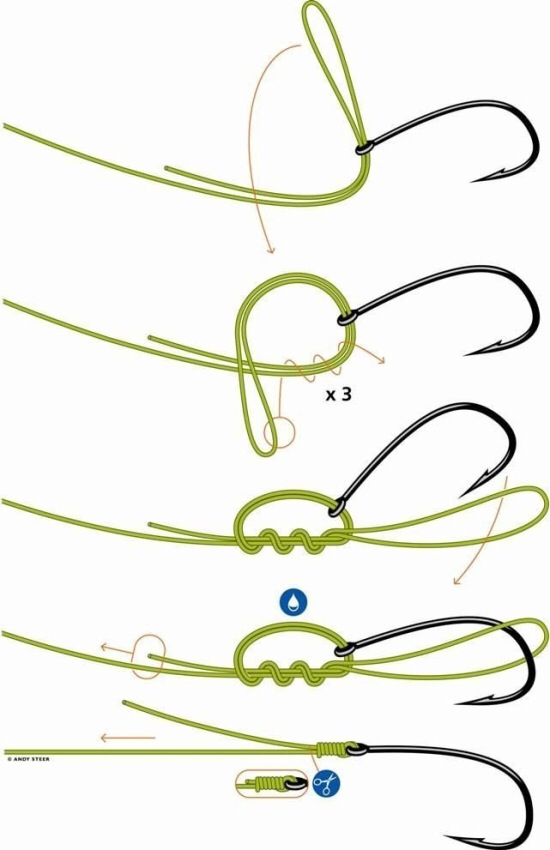
釣り糸の結び方

1. 鉤元（チモト）
2. 軸
3. ベンド
4. 返し
5. イケ先(針先から返しの針先まで)
6. 懐、ふところ幅
7. 懐

針先から順に以下のようになる。
針先
釣り針の先端部分。
かえし（モドリ、カカリ、イケ、バーブ）
先端にはかえしと呼ばれる針先の向いている方向と逆の方向にとがった部分があり、えさが外れたり針が魚の口から外れるのを防ぐ役割がある。ただし釣り針が皮膚に刺さるとやっかいである。引き抜こうとすると、大きな傷になってしまう。その場合、逆に先端を皮膚から突き出るように差し入れ、先端部を切り捨ててから抜くとよい。なお、かえしのない針先をスレといい、そのような針をスレ針という。
先曲げ（先腰）
針先側の曲がった部分。
腰曲げ（腰）
チモト側の曲がった部分。
胴（軸）
針の曲がった中央部からチモトの先端までの部分。内側を腹、外側を背という。また、胴の長さを胴長（軸長）、針先と胴との間の幅をフトコロという（針の曲がった奥の部分を指すこともある）。
チモト
釣り糸のハリス（鈎素）と結ぶための突起部分。T字型の撞木やリング状の管付（アイ）などの形状がある。

### スレ針
かえしが無い針（スレ針、バーブレスフック）もある。これはかえしがないぶん刺さりがよいうえに、キャッチアンドリリース時に魚体へ与えるダメージが少ないのでヘラブナ釣りに用いられる。また、魚を取り外す手間がかからないので、魚群から連続的に魚を釣り上げる遠洋カツオ一本釣り漁業などでも用いられる。

### フック
J字型の針を何本か背中合わせにくっつけた形のものもあり種類分けされる。Jが一本の場合はシングルフック、二本の場合はダブルフック、三本の場合はトリプルフック（トレブル）となる。多くは餌をこれにつけず、鮎の友釣りなどの魚を引っかけるタイプの釣りに使われる。

## 種類
釣り針には種類が多くあり、大きく3つに分けられる。
袖型
針が着物の袖の形をしているタイプ。針先が短く軸が細いため、口が小さい魚でも吸い込みやすく、小さい餌もつけやすい。サイズがそろっている袖型は数多くの魚に使える万能型の釣り針である。袖型があれば、たいていの魚は釣ることができる。特に川釣りで多く使われる。針先が鋭く形状の長めな、ヤマメバリなどもある。ヤマメバリは、主に渓流釣りで使われることが多い。
丸型
針が丸みを帯びて針の軸が少し短めになっている。そのため、魚の吸い込みが良い釣り針。吸い込むように捕食するヘラブナの釣りに使う、ヘラバリは、代表的な丸型の釣り針。練り餌などもつけやすくなり、あわせやすい。また、丸型は力が分散するため、強度は高い。
角型
エビバリやタナゴバリなどがこのタイプで、形は角張っている。針先が短く小さい餌がつけやすく、魚の口先に掛かりやすい。

## 歴史

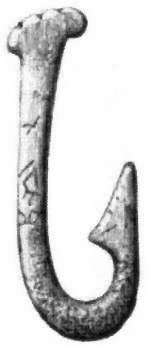
石器時代の骨製釣り針

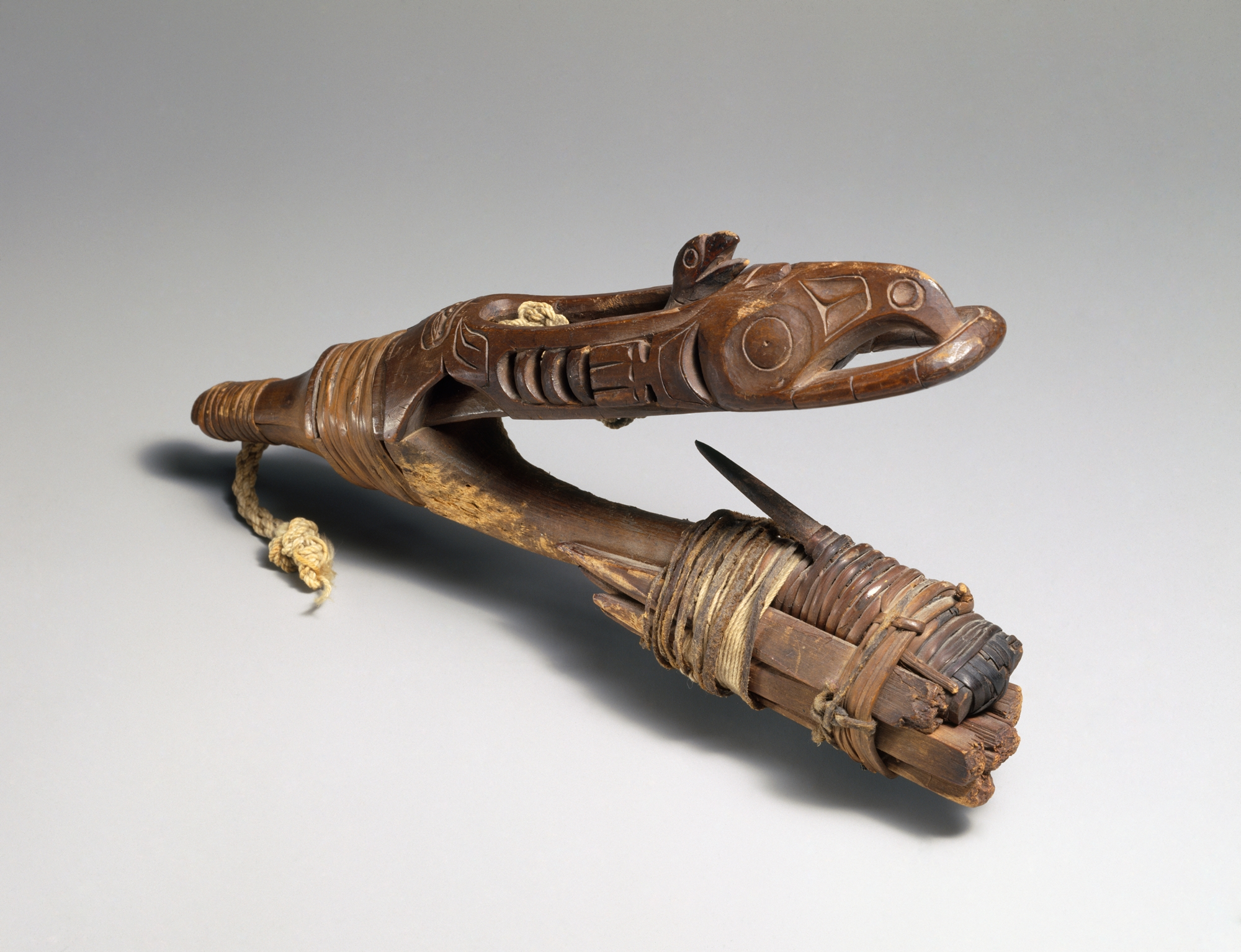
アラスカ周辺の人々が使っていた木製のオヒョウ釣り用針

釣り針や類似の器具は何千年も前に発明されたと考えられる。最古の釣り針は、日本の沖縄県南城市のサキタリ洞遺跡で発見された。約2万3,000年前の旧石器時代の貝製釣り針になり、東ティモールでも2万3,000-1万6,000年前の貝製釣り針が発見されている。これまで人類はありとあらゆる材料で釣り針を作ってきた。木、動物や人間の骨、角、貝殻、石、青銅、鉄、さらには最近の材料である。多くの場合、釣り針は素材の特徴を生かし強度を増すよう作成された。ノルウェーでは1950年代ごろまでカワメンタイ用釣り針にセイヨウネズを使っていた地域もある。鋼製釣り針は1600年代にヨーロッパで使われ始め、主流となっていった。

### 日本
日本列島の旧石器時代の遺跡からは釣針は出土しておらず釣漁や網漁は確認されず、ヤスや銛による刺突漁が主であったと考えられている。
縄文時代には前期から沿岸部や湖沼のあった内陸部の遺跡から釣針や銛、魚網などの漁具が出土していることから漁撈の存在が確認され、シカの角などを用いた釣針が出土している。『古事記』の海幸山幸の話には 山幸が釣り針を借りる話が登場する。

#### 播州針
日本では特に播州地方において釣り針製造技術が発達した。その起源には諸説あるが、天保初頭に加東郡池田村（現小野市池田町）の源右衛門が京都から技法を持ち帰った説、多可郡上比延村（現西脇市上比延町）の新兵衛が弘化年間に京都で技術を習得した説のほか、最も有力な説は、加東郡下久米村（現社町下久米）の彦兵衛が、土佐から技術を習得し帰郷した説である。彦兵衛は当初、焼き入れの技術に苦労したが、一人で失敗を重ねながらついに成功し、さらにはその技術を惜しげもなく弟子や同業者に伝えたことから、北播州が釣針産業が発展する最大の要因となった。その技術は丹波やさらには岡山県方面まで伝授された。このため彦兵衛は釣針造りの職祖と呼ばれる。

### 熊本県
熊本県菊池市七城町の小野崎遺跡からは、多くの弥生土器とともに2本の鉄の釣り針が出土している。

#### 沖縄県
沖縄県南城市のサキタリ洞遺跡で、旧石器時代（約2万3千年前）の貝製の釣り針が発見された。世界最古級。1.4cmで巻貝の底を割って三日月形にして、磨いて先端を尖らせていた。発表した沖縄県立博物館・美術館で特別展で展示される。